# Tajuria lucullus
Tajuria lucullus är en fjärilsart som beskrevs av Druce 1904. Tajuria lucullus ingår i släktet Tajuria och familjen juvelvingar. Inga underarter finns listade i Catalogue of Life.